# Poślubiona
Poślubiona (hindi Parineeta / परिणीता, urdu پرنیتا) – bollywoodzki dramat z elementami musicalu z 2005 roku w reżyserii Pradeepa Sarkara, będący jego pełnometrażowym debiutem. Adaptacja bengalskiej powieści z 1914 roku, której autorką była Sarat Chandra Chattopadhyay. Zdjęcia kręcono w Kalkucie i Dardżylingu.

## Obsada
- Saif Ali Khan: Shekar Rai – nominacja do Nagrody Filmfare dla Najlepszego Aktora
- Vidya Balan: Lolita – Nagroda Filmfare za Najlepszy Debiut, nominacja do Nagrody Filmfare dla Najlepszej Aktorki
- Sanjay Dutt: Girish – nominacja do Nagrody Filmfare dla Najlepszego Aktora Drugoplanowego
- Raima Sen: Koel
- Dia Mirza: Gayatri Tantia
- Sabyasachi Chakraborty: Navin Rai
- Rekha: gościnnie

## Piosenki
- Dhinak Dhinak Dha
- Hui Main Parineeta
- Kaisi Paheli Zindagani
- Kasto Mazaa
- Piyu Bole
- Raat Hamari To
- Soona Man Ka Aangan